# Athlītikos Omilos Iōnikos Nikaias (pallacanestro)
L'Athlītikos Omilos Iōnikos Nikaias (in greco: Α.Ο. Ιωνικός Νικαίας - A.O. Ionikós Nikaías) è una società cestistica avente sede a Nikaia, in Grecia. Fondata nel 1965, gioca nel campionato greco.

## Roster 2020-2021
Aggiornato all'11 gennaio 2021.
|    | Naz.                   | Ruolo | Sportivo               | Anno | Alt. | Peso | Note |
| -- | ---------------------- | ----- | ---------------------- | ---- | ---- | ---- | ---- |
| 1  | Stati Uniti (bandiera) | PG    | Adam Smith             | 1992 | 185  | 77   |      |
| 3  | Grecia (bandiera)      | GA    | Andreas Petropoulos    | 1996 | 196  | 100  |      |
| 4  | Stati Uniti (bandiera) | G     | Sayeed Pridgett        | 1998 | 196  | 91   |      |
| 6  | Grecia (bandiera)      | P     | Giōrgos Chatzīkyriakos | 2002 | 178  |      |      |
| 7  | Grecia (bandiera)      | AP    | Lampros Vlachos        | 1993 | 200  |      |      |
| 8  | Grecia (bandiera)      | G     | Marios Giōtīs          | 2002 | 195  |      |      |
| 12 | Grecia (bandiera)      | C     | Loukas Maurokefalidīs  | 1984 | 210  | 120  |      |
| 13 | Stati Uniti (bandiera) | A     | Jeremy Hollowell       | 1994 | 203  | 100  |      |
| 15 | Grecia (bandiera)      | C     | Stauros Toutziarakīs   | 1987 | 210  | 111  |      |
| 22 | Turchia (bandiera)     | G     | Muhaymin Mustafa       | 1999 | 196  | 91   |      |
| 31 | Grecia (bandiera)      | PG    | Vasilīs Toliopoulos    | 1996 | 188  | 86   |      |
| 33 | Grecia (bandiera)      | AG    | Nikos Chougkaz         | 2000 | 208  | 91   |      |
|    | Grecia (bandiera)      | G     | Nikos Maragkidīs       | 1997 | 196  | 84   |      |

### Staff tecnico
| Allenatore: |                                                   |
| Assistenti: | Aggelos Tsiklīras, Marios Mpatīs, Michalīs Thanos |

## Palmarès
- A2 Basket League: 1

2018-2019